# Wim Ballieu
Wim Ballieu (1982) is een Vlaamse tv-kok met shows als Goe Gebakken, De Zoete Zonde en Ball National. Daarnaast is hij bekend van zijn restaurantconcept Balls & Glory in verschillende Vlaamse steden, met gevulde gehaktballen met stoemp.

## Biografie
Ballieu groeide op in de jaren 80, als zoon van Gentse slagers en kleinzoon van West-Vlaamse boeren. Op zijn 18e ging hij werken in de horeca. Hij kreeg zijn start in de horeca bij het Roger Raveelmuseum, waar hij een ongeval kreeg. De herstelperiode gaf hem de tijd om het catering- en traiteursbedrijf Alfin op te zetten. Hij leidde dit bedrijf tot aan de fusie met Gourmet invent in 2008. Na de fusie werkt hij eerst voor Gourmet Invent, maar in 2012 opereert hij weer zelfstandig in de horeca, dit keer met het restaurant 'Balls & Glory' in Gent en het kookprogramma Goe gebakken op VT4.

### Televisiewerk
Wim Ballieu werkte mee aan meerdere tv-programma's met de Belgische keuken als vast thema. Zo vertaalt hij lokale Nederlandse ingrediënten tot Belgische recepten in De streken van Wim' en is hij te zien op het digitale themakanaal Njam! met zijn gehaktballen-programma Ball National.' In Nederland werkt Ballieu samen met het aardappelverwerkingsbedrijf Aviko.

### Balls & Glory
In 2012 opent Wim Ballieu 'Balls & Glory' in Gent. Daarin wordt een Vlaamse, gevulde gehaktbal verkocht. De ballen worden verkocht met verschillende vullingen zoals ossenstaart, truffel en chocolade. In 2013 werd dit project door de Leaders Club International gewaardeerd met een Gouden Palm voor innovatief restaurantconcept en intussen opende Balls & Glory ook vestigingen in Antwerpen, Brussel, Leuven, Mechelen en Sint-Niklaas. De ballen worden ook verkocht via distributeurs.

## Kookboeken
Sinds 2012 publiceerde Wim Ballieu de volgende kookboeken:
- Goe gebakken 'een haalbare taart'- 2012; Standaard Uitgeverij
- Goe gebakken 'gezellig en verrassend bakken met Wim Ballieu' - 2012; Standaard Uitgeverij
- Het gehaktballen kookboek - 2013; Borgerhoff & Lamberigts
- Gehakt - 2014; Borgerhoff & Lamberigts
- Balls & glory - 2017; Kannibaal